# آرامگاه امامزاده پیغمبر
بقعه امامزاده پیغمبر مربوط به سدهٔ ۶ ه.ق است و در شهرستان زرندیه، بخش مرکزی، روستای آوه واقع شده و این اثر در تاریخ ۲۲ آذر ۱۳۵۵ با شمارهٔ ثبت ۱۳۰۹ به‌عنوان یکی از آثار ملی ایران به ثبت رسیده است.